# デルツバッハ
デルツバッハ (ドイツ語: Dörzbach) は、ドイツ連邦共和国バーデン＝ヴュルテンベルク州ホーエンローエ郡に属す町村（以下、本項では便宜上「町」と記述する）。

## 地理
デルツバッハは、ヤクスト川の渓谷、標高230mから430mに位置する。

### 自治体の構成
デルツバッハは、デルツバッハ自身とかつては独立した自治体であったホーエバッハ（アイゼンフーツロート、ヘスラッハスホーフ、ヴェンディシェンドルフの小集落を含む。総人口646人）、ライバッハ（183人）、メスバッハ（170人）。

## 歴史
ヤクスト川沿いのデルツバッハは、1230年に、Torzebach（トルツェバッハ）として初めて文献上で言及されている。墓碑や出土品から、デルツバッハには紀元前1000年にはすでに人が住んでことがわかっている。

### 町村合併
- 1972年1月1日: ライバッハおよびメスバッハ
- 1974年1月1日: ホーエバッハ

## 行政
町議会は12議席からなる

### 紋章
銀と赤が3回入れ替わる横帯によって上下二分割。上部は銀地に3つの赤い貝が2つと1つに分かれて配置されている。下部は、黒地に5本スポークの銀の水車。

## 文化と見所

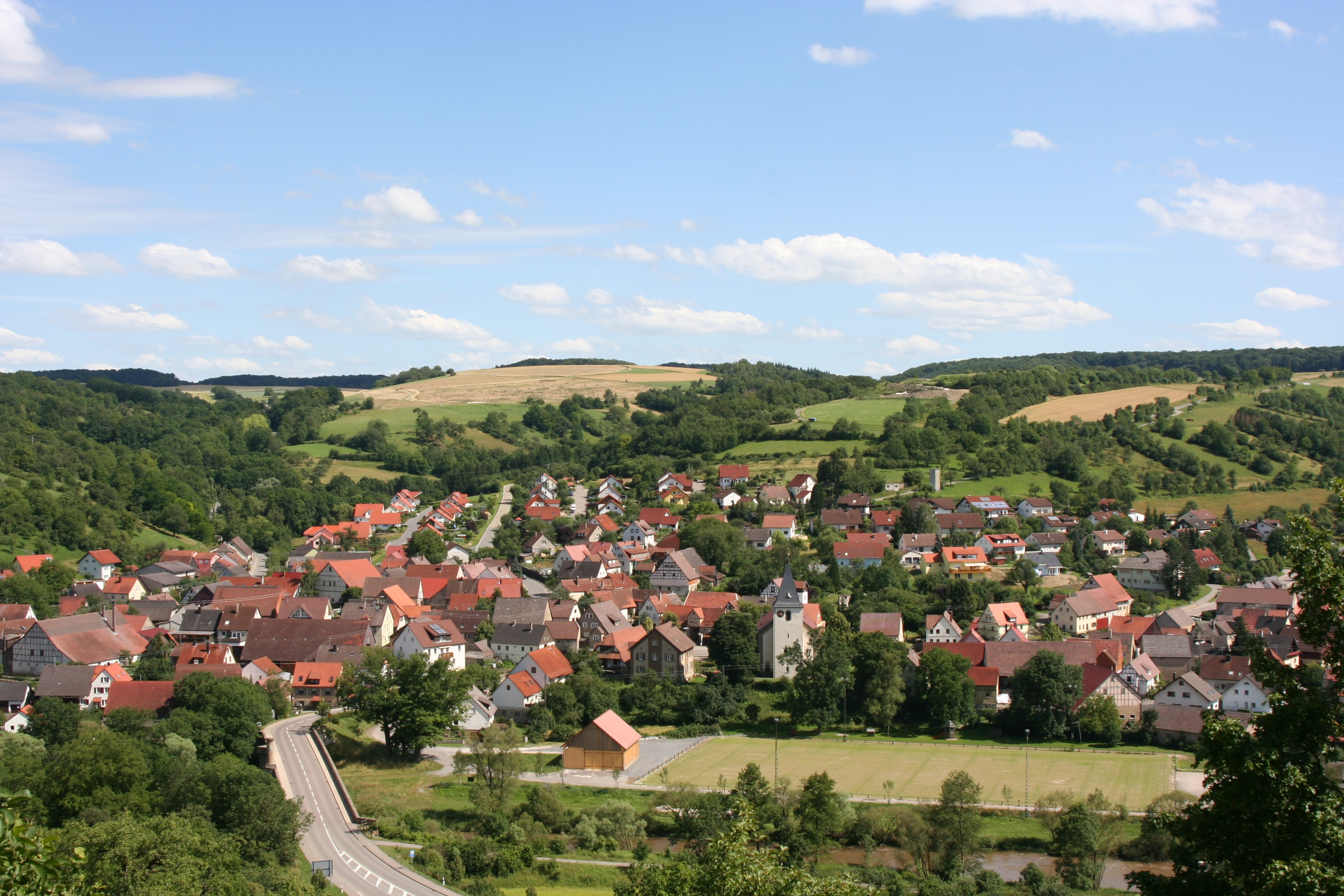
ホーエバッハ地区

デルツバッハの町内にはあわせて3つの城館がある。さらに、かつてのベルリッヒンゲン家の水城も遺されている。この領主家は、1371年にデルツバッハ地区の中心部に進出し、元の領主であるトルケバッハ家と交替した。1601年に城はアイプ家に売却され、現在もこの家が所有している。4面を囲まれた中庭も、より大きな納屋に囲まれた納屋の庭も、城の施設である。プロテスタントの『三位一体教会』の塔は、元々13世紀に建てられた防衛施設の塔であり、象徴的な建物である。
ライバッハ地区の高台に、ラックニッツ男爵の城砦がある。かつての（盗賊騎士の）堅城は、1621年にエアハルト・フォン・ムゲンタールにより帝国領主の所領となり、ルネサンス様式の新しい建物に建て替えられた。
メスバッハ地区には、1776年に建てられた、すばらしい天井画を持つロココ教会を備えたパルム男爵の城館がある。この城は4階建ての長方形の建築で四隅にそれぞれ丸屋根の円塔がある。この城館はおそらく1750年以前の建築であるが、後年のアイプ家の時代になってやっと完成した。

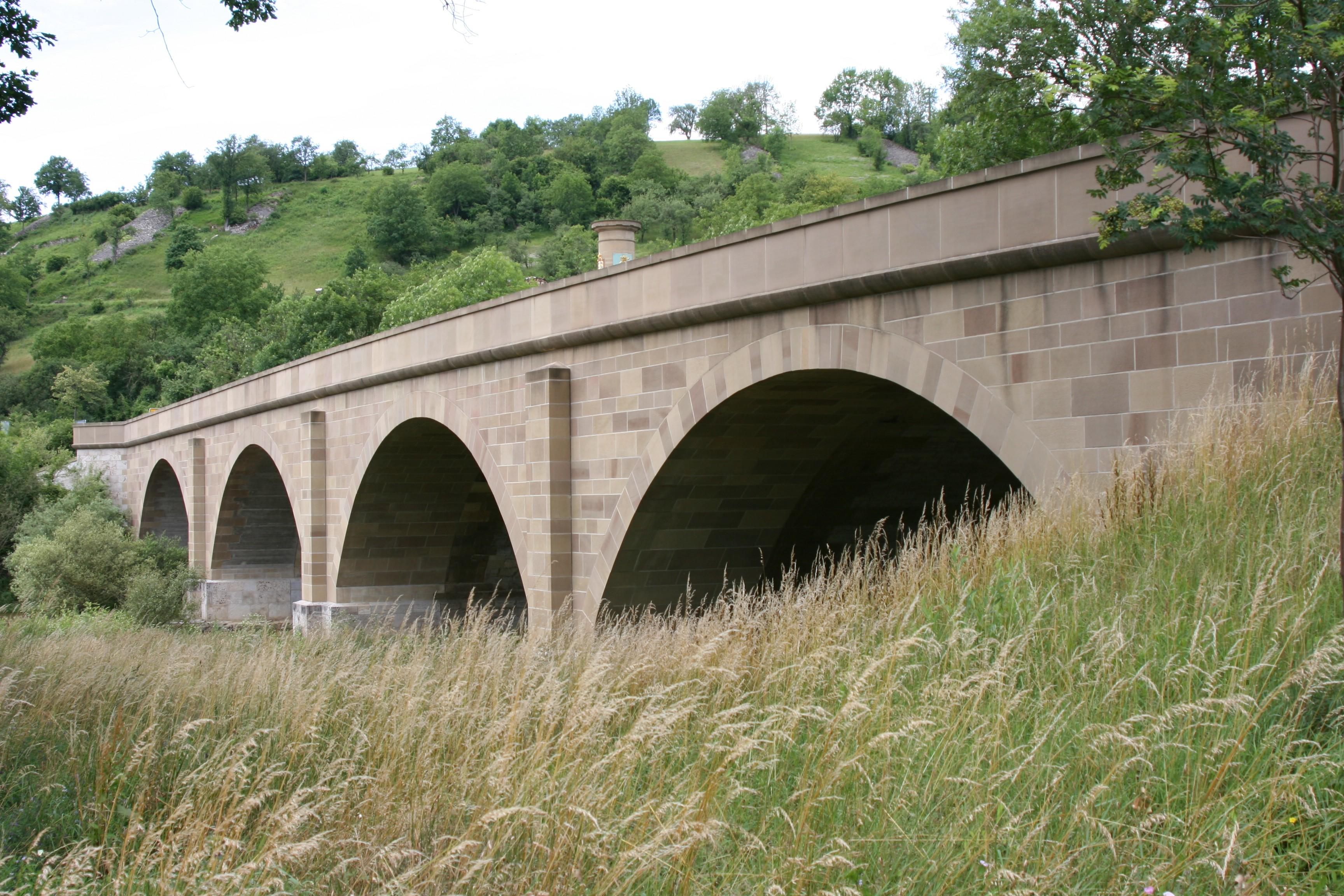
ホーエバッハの石橋

ホーエバッハ地区には、小さな男爵の城と、典型的な王の橋が遺されている。堅固な4連アーチの石橋は、1808年から1810年にヴュルテンベルク王フリードリヒ1世の命令によりアウグスト・フォン・ドゥッテンホーファーが建設した。この橋は、ナポレオンにとってホーエンローエ地方北部獲得のための戦略的意義と、その地方とシュヴェービッシュ地方の中心部とを結ぶ交通システムとしての意義があった。橋の中央の石柱には、ローマ数字の "MDCCCX" （1810年）、王の頭文字FRとその紋章が掲げられている。カール・ユリウス・ヴェーバーに『ヴュルテンベルク王国で最も美しい橋』と讃えられた。第二次世界大戦の終わりに、橋の北側のアーチが破壊されたが、1947年に再建された。1996年から1998年まで、現在の連邦道B19号線がこの橋の上を通っており、良好な状態に維持管理され、拡張された。
デルツバッハは、2001年に „Unser Dorf soll schöner werden“（『我らの村こそ美しい』）コンテストの金メダルを獲得している。

### ザンクト・ヴェンデル・ツゥム・シュタイン

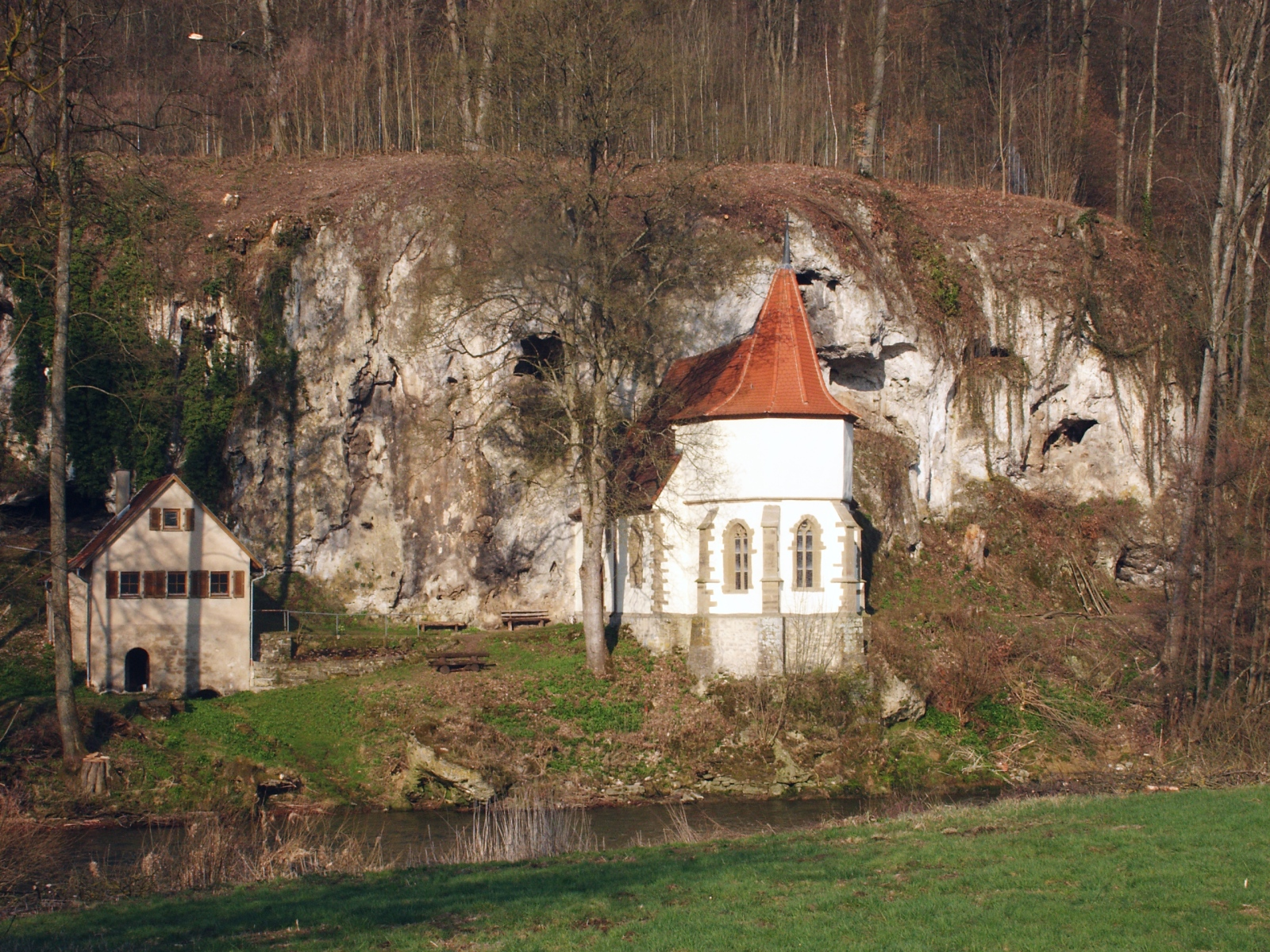
岩の聖ヴェンデル礼拝堂

デルツバッハとホーエバッハの間にザンクト・ヴェンデル・ツゥム・シュタイン（岩の聖ヴェンデル）礼拝堂がある。現在の建物は、前身となったロマネスク様式の礼拝堂があった場所に、ウルズラ・フォン・ベルリヒンゲンの依頼により、1511年から1515年に新しく建設された後期ゴシック様式の巡礼礼拝堂で、三代目となる建築である。1478年にはすでに、バッヒェンシュタイン家の所領台帳に『岩の礼拝堂』が記録されている。初代の礼拝堂は、現在の礼拝堂の上にある巨大な岩の洞窟内に6世紀に設けられたと考えられている。その痕跡は現在も遺されており、見学することができる。伝説では、ある羊飼いがここで財宝を見つけ、神への感謝に礼拝堂を建設したとされている。キリスト教以前、ここには、泉と木と岩からなるケルトの泉の聖域があった。教皇グレゴリウス1世の命令で、異教の宗教施設をキリスト教の礼拝施設に献ずることとなった。6世紀にアイルランドおよびスコットランドの修道士らによって南ドイツ全域に布教活動が行われた。ヴェンデリン（聖ヴェンデル）もそうした一人であった。彼は、この地方を移動しながら布教に励み、現在も牧人と家畜の群れの守護聖人とされている。1997年からは、保護協会がこの礼拝堂の保全・維持を行っている。シュヴァーベンのローマ教会に属す主任司祭オットマール・シェーンフートは、1837年にこの礼拝堂の上にある森の野原で五月祭を開催し、これ以後現在も、子供祭として毎年開催されている、この礼拝堂は近年参拝者が増加しつつある。2006年の夏にヤクスト渓谷中流域に "Pfade der Stille" （『静寂の小径』）が整備されたが、聖ヴェンデル礼拝堂はそのデルツバッハの区間に組み込まれている。

## 経済と社会資本
デルツバッハは、コッハー＝ヤクスト＝タウバー地方コッハーベルク大地区に属すワイン町である。この町は、ヴュルテンベルク・ワイン街道に面している。アルテンベルクは、急斜面を切り開いて作られた小さな段丘に改良された。

### 交通
南西ドイツ交通社の子会社であるデルツバッハ交通社が公共交通機関網の一部としてのバスの運行を行っている。このバス路線は、ホーエンローエ郡近郊交通の料金体制によっている。

### ヤクストタール鉄道

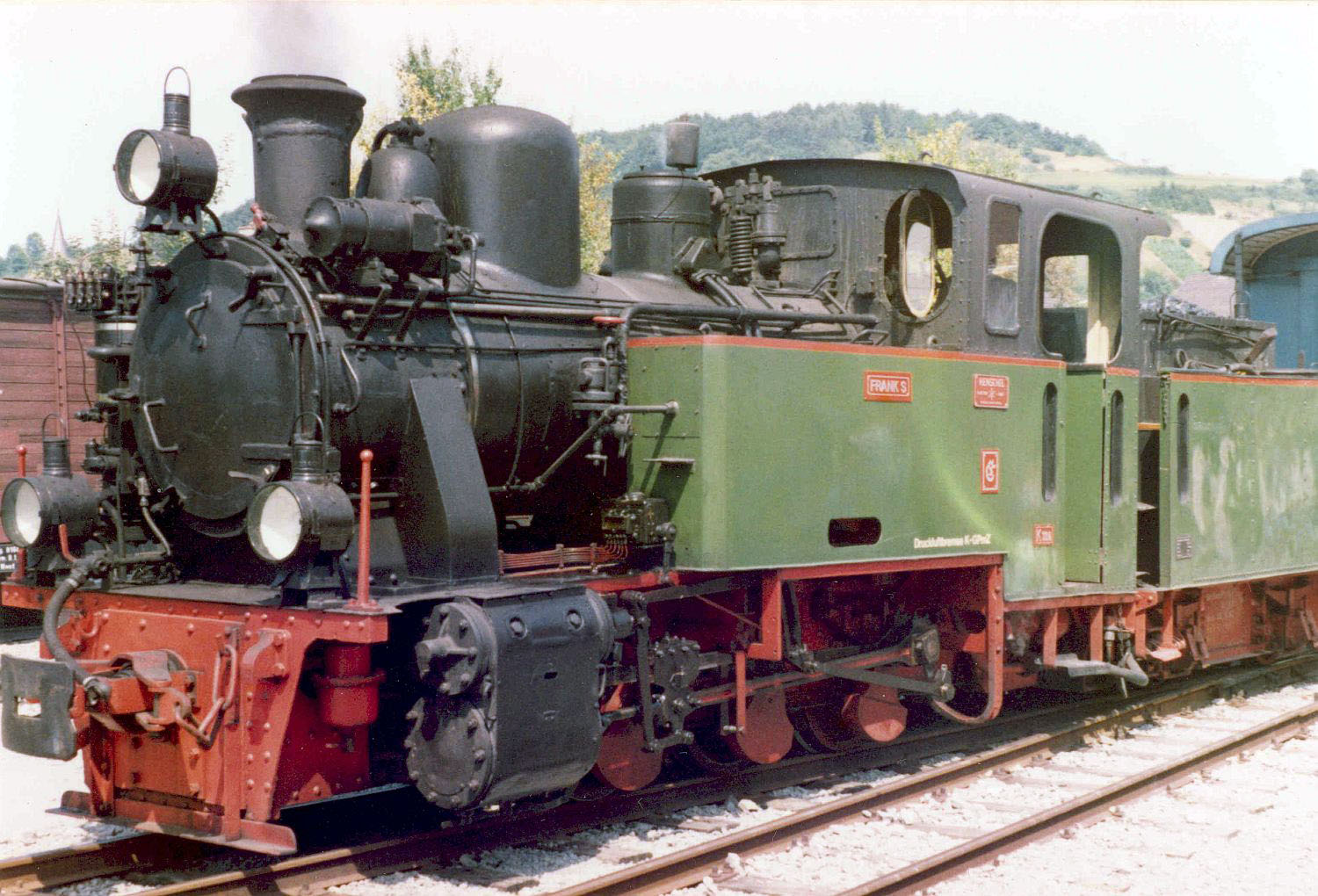
ヤクストタール鉄道の機関車（1983年）

デルツバッハにはヤクストタール鉄道の出発駅がある。この鉄道は、かつてはこの地域の重要な狭軌路線であったが、運行を停止し、現在は再開に向けて修復、調整中である。ヤクストタール鉄道（軌道幅750mm）は私有鉄道として運行している。1888年に計画されたチュトリンゲン（現メックミュール）からデルツバッハ経由でバート・メルゲントハイムまでを結ぶ蒸気機関車鉄道は狭軌鉄道に計画変更された。出発駅はチュトリンゲンからより大きな駅であり、幹線鉄道であるハイルブロン - ラウダ線に接続するメックミュール駅に変更された。この支線の営業は1900年12月に開始された。1951年までは貨物運行、旅客運行がなされていた。1967年に一旦は旅客運行（通学列車）が再開された。1971年にDGEG（ドイツ鉄道歴史協会）は、SWEG（南西ドイツ交通運行協会）とともに、夏の間だけ、この路線をドイツで初めての博物館路線として蒸気機関車を運行（動体展示）することとした。1988年12月23日、通常運行に向けて包括的な準備を行う企業体が発足した。デルツバッハ - クラウトハイム間の操業再開に向けての努力は、2002年に第三セクターのヤクストタール鉄道株式会社に引き継がれた。

## 引用
1. ↑  Statistisches Landesamt Baden-Württemberg – Bevölkerung nach Nationalität und Geschlecht am 31. Dezember 2023 (CSV-Datei)